# マーク・アンドリーセン
マーク・ローウェル・アンドリーセン（Marc Lowell Andreessen, 1971年7月9日 - ）は、アメリカ合衆国のソフトウェア開発者、投資家。ウェブブラウザのNCSA MosaicやNetscape Navigatorを開発した。世界的に有名なベンチャーキャピタル会社のアンドリーセン・ホロウィッツの共同創業者。

## 経歴
アイオワ州生まれ。イリノイ大学内のNCSA在籍中に、ウェブブラウザMosaicを開発した。当初はUNIXのX環境でのみ動作するものだったが、すぐにMacintoshやWindows向けが作られた。しかし、NCSAがMosaicの権利を主張したため、アンドリーセンはNCSAと決別した。
1993年、事業家ジム・クラークからメールをもらい、共同でモザイクコミュニケーションズを設立した（のちにネットスケープコミュニケーションズと社名変更）。そして、Mosaicのコード関連の書類を破棄した上で、新たに Netscape Navigatorブラウザを開発した。このソフトウェアは当時としては非常に成功し、1995年には会社は株式公開（IPO）を果たす。このときまだ23歳だったが一夜にしてアメリカを代表する富豪となり、「レンタカーを借りられる年齢になる前に億万長者になった」ともいわれた。
ところがその後、マイクロソフトのInternet Explorerの猛追により、Netscape Navigatorはシェアを徐々に下げ、会社の業績は下がり、1998年11月24日に会社はAOLに買収されることになる。このときAOLに移籍しCTOの地位に付くが、1999年9月にはその職を辞してAOLを退社する。
1999年、ラウドクラウドを設立。ホスティングやWebサイト管理サービスのアウトソーシングを提供。2001年にIPOを行う。2002年にホスティング事業をEDS社に売却してソフトウェアベンダーに事業転換し、Opswareというデータセンターなどの管理ソフトウェアの開発に専念する。2003年にOpswareに社名変更した。なお、同社は2007年9月にHPに16億ドルで買収されている。
2005年にはNingというプロジェクトを起こす。これはウェブアプリケーションを簡単に開発できるツールで、オープンな開発プロジェクトになっている。
2008年6月30日にFacebookの取締役就任が発表された。
2009年7月6日にベンチャーキャピタルのアンドリーセン・ホロウィッツをベン・ホロウィッツと共同で設立する。
2009年9月17日にHPの取締役に就任したと発表された。2013年クイーンエリザベス工学賞受賞。

### 政府効率化省（DOGE）
ワシントン・ポストにより、公式なメンバーではないが、アンドリーセンはイーロン・マスクが主導する政府効率化省（DOGE）の「人材採用のための重要なネットワーク担当者」であると報じられている。アンドリーセンは、様々なインタビューでDOGEの計画の詳細についても共有している。

## 政治
アンドリーセンは過去には、民主党のビル・クリントン、アル・ゴア、ジョン・ケリー、バラク・オバマ、ヒラリー・クリントンへの支持を表明し、投票してきた。2012年、アンドリーセンは共和党の大統領候補ミット・ロムニーに10万ドルを寄付した。2016年の予備選挙期間中、アンドリーセンは共和党候補のカーリー・フィオリーナを支持したが、フィオリーナが選挙戦から撤退すると、共和党候補ドナルド・トランプの移民政策を理由に、民主党候補ヒラリー・クリントンへの支持に切り替えた。 
2024年7月、アンドリーセンは、ドナルド・トランプの2024年大統領選挙を支援するスーパーPACに寄付を行うことを発表した。その後、アンドリーセンは250万ドルを「ドナルド・J・トランプ大統領が2024年の大統領選挙で勝利することを保証すること」を目標に掲げたRight for America PACに寄付した。
アンドリーセンは、政治的スーパーPACで親暗号通貨擁護団体であるFairshakeへの巨額の献金を行っている。アンドリーセンは、ビリオネアへの増税と彼が投資する産業（暗号通貨とAI）へ厳格な規制が行われる懸念を表明し、ジョー・バイデン大統領の再立候補に反対した。2024年11月、ジョー・ローガンのポッドキャストに出演し、一部の暗号通貨利用者が不当に銀行から取引を停止されるデバンキングが行われていると主張した。